# مدحت محيسن
محمد محيسن ( - 2023) هو طبيب أسنان وأخصائي تخدير درس في جامعة سراييفو وتخرج في عام 1990. عمل مديرًا لمستشفى الوفاء للمسنين، ووكيلًا مساعدًا لوزارة الصحة، ورئيسًا لإدارة جمعية الوفا الخيرية للمسنين حتى استشهاده في السابع عشر من تشرين الثاني/ نوفمبر عام 2023، إثر قصف إسرائيلي على مستشفى الوفاء الذي يقع في مجمع أبو خضرة الطبي، بالقرب من السرايا وسط غزة، وذلك ضمن الرد الإسرائيلي على عملية طوفان الأقصى.